# 王彬 (洪武進士)
王彬（?—?），字文質，山東兖州府東平州（今山東省泰安市東平縣）人。明朝初年政治人物。

## 生平
洪武十八年（1385年）中三甲第六十九名進士。建文年間，擔任御史，巡視江淮地區。后燕王朱棣部隊抵近，王彬與镇抚崇刚共同守卫扬州。当时守将王礼谋算投降，王彬把其关押至监狱中。此后昼夜谋划，决定固守城池。后燕兵射书信至城中，提到如果活捉王彬者官至三品，之后王的部下把其抓获并投降，王彬則因拒绝投降而被杀。正德年間，入祀揚州名宦祠。